# Swaney Elizabeth
Swaney Elizabeth (Berkeley, Kalifornia, 1984. július 30. –) amerikai születésű, magyar színekben versenyző síakrobata (szabad stílusú síző). Edzője: Chris „Hatch” Haslock.
Swaney világszerte médiafigyelmet kapott, miután a 2018-as téli olimpián a síakrobatika félcsőversenyének selejtezőjében bármiféle akrobatikus elem bemutatása nélkül teljesítette a pályát, amivel az utolsó helyen végzett.

## Pályafutása
Swaney 2006 óta próbálkozott azzal, hogy a téli olimpiára kijusson. Kaliforniában a University of California at Berkeley-n végzett politikatudomány, német, valamint az ipari társadalmak politikai közgazdaságtan szakokon. Emellett az evezőcsapat kormányosa volt, de ezzel később felhagyott. Diplomát szerzett a Californián, majd később a Harvard Egyetemen is tervezőmérnökként. 19 éves volt, amikor indult a kaliforniai kormányzóválasztáson, amit Arnold Schwarzenegger nyert meg. 2006 után szkeletoncsapatba próbált bekerülni, előbb az Egyesült Államokban, majd Venezuelában már szabadstílusú sível próbálkozott. 25 évesen kezdett el síelni, 27 éves korában váltott a síakrobatika szakág félcső versenyszámára. 2013 után venezuelaiként próbált a 2014-es téli olimpiára kijutni, de nem sikerült. Ezt követően az anyai ágon magyar versenyző ezúttal már magyarként próbált ismét kvótához jutni. A magyar nyelvet nem beszéli. 2016-ban és 2017-ben az év női sportolójának választotta a magyar szövetség szabadstílusú síben.
Jelentkezett az NBA-ben szereplő Utah Jazz táncoscsapatához, valamint az NFL-ben szereplő Oakland Raidersnél pompomlánynak, de egyik helyre sem vették fel.
Kijutása a téli olimpiára
Téli olimpiai kvótához arra volt szüksége, hogy a világkupán az első 30-ba bekerüljön. A félcső versenyszám világszerte kevés indulója, valamint más magyar versenyző hiányában a kvótaszerzéshez csak a versenyekre kellett elutaznia és azokat teljesíteni. Az eredményeket többnyire könnyű futamokkal, trükkök nélkül érte, arra koncentrálva, hogy ne essen el, így ezzel pontokat kaphatott. A legjobb eredménye egy 13. hely a 15 indulóból egy kínai versenyen, amikor a jobb versenyzők más versenyeken voltak. A 2017-es világbajnokságon félcsőben a 21. helyen végzett. A Magyar Síszövetség nyilatkozata szerint a felkészülést és a versenyek költségeit Swaney a saját pénzéből fedezte. A versenyző pályafutásának az amerikai Denver Post is terjedelmes cikket szentelt, mondván, hogy olimpiai kvalifikációját inkább szorgalmának, világkupa-részvételeinek köszönhette, mintsem az azokon nyújtott kimagasló teljesítményének.
Személyében először volt Magyarországnak olimpiai indulója a szakágban. A kvóta mellé még egy fő akkreditációja járt, amit az edzője kaphatott volna, erről azonban Swaney lemondott. A fel nem használt akkreditációt így egy másik sportágban, a rövidpályás gyorskorcsolyában használták fel.
Szereplése a 2018-as téli olimpián
A síakrobatika félcsőversenyének selejtezőjében az első futam után a 22. helyen állt, az ekkor 23. és 24. helyen álló versenyzők buktak, emiatt alacsonyabb pontszámot kaptak. A második futamban mindkét versenyző megelőzte, így az utolsó, 24. helyen végzett.

A kiesést követően Swaneyt több kritika érte, miszerint biztonsági produkciót nyújtott, mindenféle akrobatikus elem bemutatása nélkül, Michael Edwards brit síugró 1988-as téli olimpián mutatott produkciójáéhoz hasonlítva a magyar versenyzőét. Maga a versenyző így nyilatkozott erről:
„Csak részben vagyok elégedett... Annyiban vagyok elégedett, hogy Magyarországot képviselhettem egy olimpián, és bízom benne, hogy ott is felfigyelnek erre a sportágra, és többen kezdenek el foglalkozni vele"
Az NBC Today Show műsorában a versenyző úgy nyilatkozott, hogy a második körben két alley-oopot és egy 360-at is bemutatott.
„Ne kerülgessük a forró kását. Swaney Elizabeth nem jó freestyle síző. Nem tud trükköket, nem tud felmenni a levegőbe, nem tud semmit, csak föl-le csúszkálni a félcsőben, mint bárki, aki egy helyi dombocskán síel. És mégis ott volt az olimpián. Nézzük a jó oldalát a dolognak: nem bukott, a helyszíni hangosbemondó udvariasan bánt vele, és még a ruhája is rendben volt”
A hangos médiavisszhangot követően a Magyar Síszövetség képviselői úgy nyilatkoztak, hogy az olimpiát megelőző évben nem látták Swaneyt versenyezni, de mivel a kvalifikációs feltételeket teljesítette, így nevezték az olimpiára.

## Eredményei
Szabadstílusú sí
- 2017-es világbajnokság, félcső: 21. hely[19]
- 2018-as téli olimpiai játékok, félcső: 24. hely[20]

Egyéni
- Az év magyar női sportolója szabadstílusú síben: 2016,[21] 2017[22]